# Bacteria desnitrificante
Las bacterias desnitrificantes son un grupo diverso de bacterias que abarcan muchos filos diferentes. Este grupo de bacterias, junto con los hongos desnitrificantes y las arqueas, es capaz de llevar a cabo la desnitrificación como parte del ciclo del nitrógeno. La desnitrificación la llevan a cabo una variedad de bacterias desnitrificantes que están ampliamente distribuidas en suelos y sedimentos y que utilizan compuestos de nitrógeno oxidado en ausencia de oxígeno como aceptor terminal de electrones. Metabolizan los compuestos nitrogenados utilizando varias enzimas, convirtiendo los óxidos de nitrógeno en gas nitrógeno ({\displaystyle {\ce {N2}}}) u óxido nitroso  ({\displaystyle {\ce {N2O}}}).

## Diversidad de las bacterias desnitrificantes
Existe una gran diversidad de rasgos biológicos. Se han identificado bacterias desnitrificantes en más de 50 géneros con más de 125 especies diferentes y se calcula que representan entre el 10 y el 15% de la población bacteriana del agua, el suelo y los sedimentos.
Entre las bacterias desnitrificantes se incluyen, por ejemplo, varias especies de Pseudomonas, Alcaligenes , Bacillus y otras.

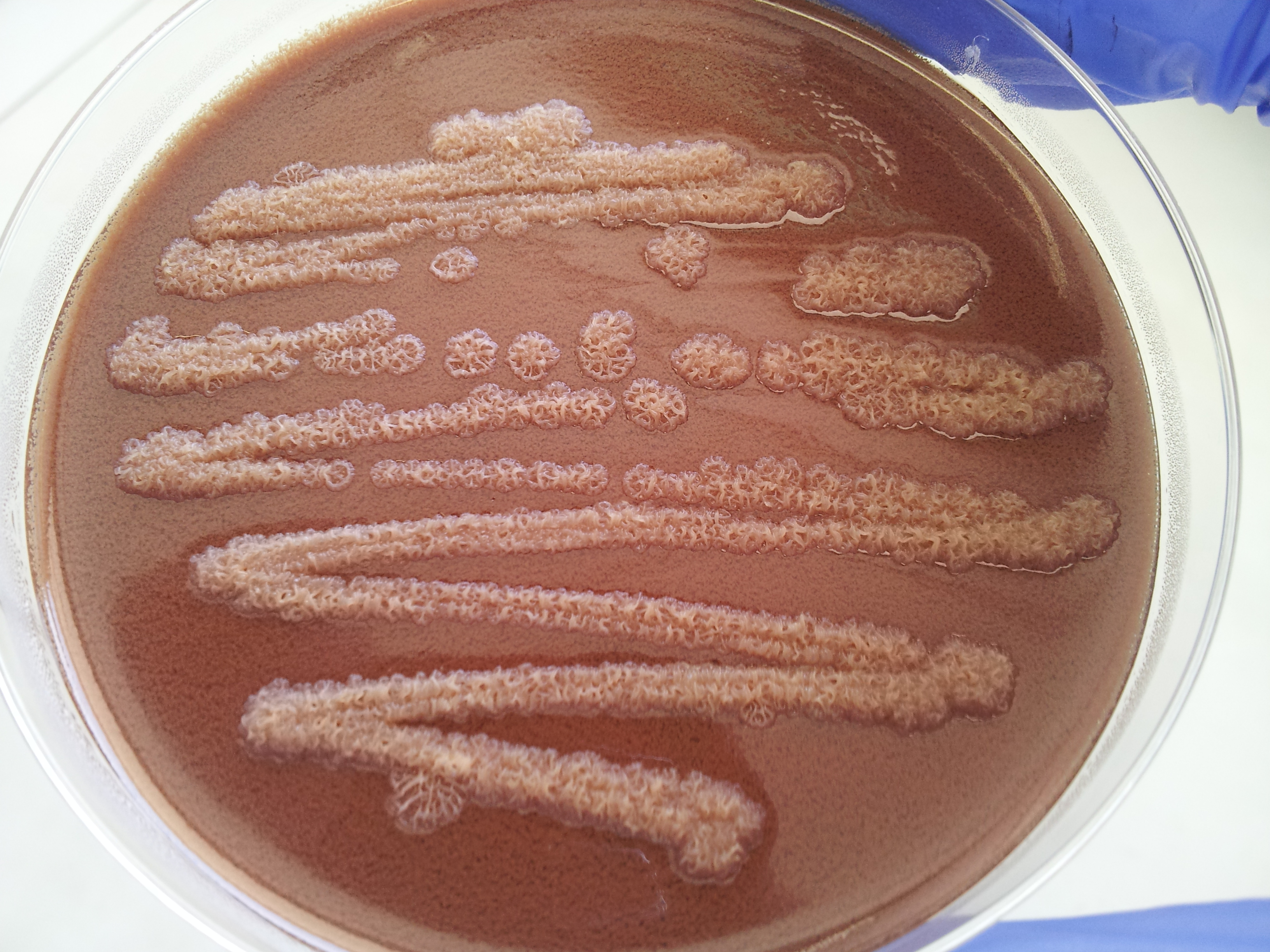
Pseudomonas stutzeri, una especie de bacteria desnitrificante

La mayoría de las bacterias desnitrificantes son heterótrofos aerobios facultativos que pasan de la respiración aerobia a la desnitrificación cuando se agota el oxígeno como aceptor terminal de electrones (TEA) disponible. Esto obliga al organismo a utilizar nitrato como TEA. Debido a que la diversidad de bacterias desnitrificantes es tan grande, este grupo puede prosperar en una amplia gama de hábitats, incluyendo algunos ambientes extremos como los ambientes que son altamente salinos y de alta temperatura. Los desnitrificantes aerobios pueden llevar a cabo un proceso respiratorio anaerobio en el que el nitrato se convierte gradualmente en N2 (NO3−→NO2− → NO → N2O → N2 ), utilizando nitrato reductasa (Nar o Nap), nitrito reductasa (Nir), óxido nítrico reductasa (Nor) y óxido nitroso reductasa (Nos). El análisis filogenético reveló que los desnitrificantes aerobios pertenecen principalmente a α-, β- y γ-Proteobacterias.

## Mecanismo de desnitrificación
Las bacterias desnitrificantes utilizan la desnitrificación para generar ATP.
A continuación se describe el proceso de desnitrificación más común, en el que los óxidos de nitrógeno se convierten de nuevo en nitrógeno gaseoso:
2 NO3− + 10 e− + 12 H+ → N2 + 6 H2O
El resultado es una molécula de nitrógeno y seis moléculas de agua. Las bacterias desnitrificantes forman parte del ciclo del N, que consiste en devolver el N a la atmósfera. La reacción anterior es la media reacción global del proceso de desnitrificación.La reacción puede dividirse a su vez en diferentes reacciones parciales, cada una de las cuales requiere una enzima específica. La transformación de nitrato en nitrito la realiza la nitrato reductasa (Nar) 
NO3− + 2 H+ + 2 e− → NO2− + H2O
A continuación, la nitrito reductasa (Nir) convierte el nitrito en óxido nítrico
2 NO2− + 4 H+ + 2 e− → 2 NO + 2 H2O
La óxido nítrico reductasa (Nor) convierte el óxido nítrico en óxido nitroso.
2 NO + 2 H+ + 2 e− → N2O + H2O
La óxido nitroso reductasa (Nos) termina la reacción convirtiendo el óxido nitroso en dinitrógeno.
N2O + 2 H+ + 2 e− →  N2 + H2O
Es importante señalar que cualquiera de los productos producidos en cualquier etapa puede intercambiarse con el entorno del suelo.

## Oxidación del metano y desnitrificación

### Oxidación anaeróbica del metano acoplada a la desnitrificación
La desnitrificación anaeróbica acoplada a la oxidación de metano se observó por primera vez en 2008, con el aislamiento de una cepa bacteriana oxidante de metano que oxidaba metano de forma independiente. Este proceso utiliza el exceso de electrones de la oxidación de metano para reducir los nitratos, eliminando eficazmente tanto el nitrógeno fijo como el metano de los sistemas acuáticos en hábitats que van desde sedimentos a turberas y columnas de agua estratificada.
El proceso de desnitrificación anaeróbica puede contribuir de forma significativa a los ciclos globales del metano y el nitrógeno, especialmente a la luz de la reciente afluencia de ambos debido a cambios antropogénicos. Se sabe que el metano antropogénico afecta a la atmósfera en una medida significativa, y teniendo en cuenta que es varias veces más potente que el dióxido de carbono, la eliminación de metano se considera beneficiosa para el medio ambiente, aunque no se conoce bien el papel que desempeña la desnitrificación en el flujo global de metano. Se ha demostrado que la desnitrificación anaeróbica como mecanismo es capaz de eliminar el exceso de nitrato causado por la escorrentía de fertilizantes, incluso en condiciones de hipoxia.
Además, los microorganismos que emplean este tipo de metabolismo pueden emplearse en la biorremediación, como se demostró en un estudio de 2006 sobre la contaminación por hidrocarburos en la Antártida, así como en un estudio de 2016 que logró aumentar las tasas de desnitrificación alterando el entorno en el que se alojaban las bacterias. Se dice que las bacterias desnitrificantes son biorremediadores de alta calidad debido a su adaptabilidad a una variedad de entornos diferentes, así como a la ausencia de restos tóxicos o indeseables, como los que dejan otros metabolismos.

### Papel de las bacterias desnitrificantes como sumidero de metano
Se ha descubierto que las bacterias desnitrificantes desempeñan un papel significativo en la oxidación del metano (CH4) (donde el metano se convierte en CO2, agua y energía) en masas de agua dulce profundas. Esto es importante porque el metano es el segundo gas de efecto invernadero antropogénico más significativo, con un potencial de calentamiento global 25 veces más potente que el del dióxido de carbono, y las aguas dulces son uno de los principales contribuyentes a las emisiones globales de metano.
Un estudio realizado en el lago europeo de Constanza descubrió que la oxidación anaeróbica del metano acoplada a la desnitrificación -también denominada oxidación anaeróbica del metano dependiente de nitratos/nitritos (n-damo)- es un sumidero dominante de metano en los lagos profundos. Durante mucho tiempo se creyó que la mitigación de las emisiones de metano se debía únicamente a las bacterias metanotróficas aerobias. Sin embargo, la oxidación del metano también tiene lugar en las zonas anóxicas, o sin oxígeno, de las masas de agua dulce. En el caso del lago Constanza, esto lo llevan a cabo bacterias similares a M. oxyfera. Las bacterias similares a M. oxyfera son bacterias similares a Candidatus Methylomirabilis oxyfera, que es una especie de bacteria que actúa como metanótrofo desnitrificante.
Los resultados del estudio sobre el lago Constanza revelaron que el nitrato se reducía en el agua a la misma profundidad que el metano, lo que sugiere que la oxidación del metano estaba acoplada a la desnitrificación. Se pudo deducir que eran bacterias similares a M. oxyfera las que llevaban a cabo la oxidación del metano porque su abundancia alcanzó un máximo a la misma profundidad en la que se encontraban los perfiles de metano y nitrato. Este proceso de n-damo es significativo porque ayuda a disminuir las emisiones de metano de las masas de agua dulce profundas y ayuda a convertir los nitratos en gas nitrógeno, reduciendo el exceso de nitratos. 

## Las bacterias desnitrificantes y el medio ambiente

### Efectos de la desnitrificación en la limitación de la productividad de las plantas y la producción de subproductos
El proceso de desnitrificación puede reducir la fertilidad del suelo, ya que el nitrógeno, un factor que limita el crecimiento, se elimina del suelo y se pierde en la atmósfera. Esta pérdida de nitrógeno a la atmósfera puede recuperarse con el tiempo mediante la introducción de nutrientes, como parte del ciclo del nitrógeno. Parte del nitrógeno también puede ser fijado por especies de bacterias nitrificantes y por las cianobacterias. Otra cuestión medioambiental importante relativa a la desnitrificación es el hecho de que el proceso tiende a producir grandes cantidades de subproductos. Ejemplos de subproductos son el óxido nítrico (NO) y el óxido nitroso (N2O). El NO es una especie que agota la capa de ozono y el N2O es un potente gas de efecto invernadero que puede contribuir al calentamiento global.

### Uso de bacterias desnitrificantes en el tratamiento de aguas residuales
Las bacterias desnitrificantes son un componente esencial en el tratamiento de las aguas residuales. Las aguas residuales suelen contener grandes cantidades de nitrógeno (en forma de amonio o nitrato), que podría ser perjudicial para la salud humana y los procesos ecológicos si no se trata. Se han utilizado muchos métodos físicos, químicos y biológicos para eliminar los compuestos nitrogenados y depurar las aguas contaminadas. El proceso y los métodos varían, pero en general consisten en convertir el amonio en nitrato y, finalmente, en nitrógeno gaseoso. Un ejemplo de ello son las bacterias oxidantes del amoníaco, que tienen una característica metabólica que, en combinación con otras actividades metabólicas de reciclado del nitrógeno, como la oxidación de nitritos y la desnitrificación, eliminan el nitrógeno de las aguas residuales en lodos activados. Dado que las bacterias desnitrificantes son heterótrofas, se suministra una fuente de carbono orgánico a las bacterias en una cuenca anóxica. Sin oxígeno disponible, las bacterias desnitrificantes utilizan el oxígeno presente en el nitrato para oxidar el carbono. Esto da lugar a la creación de nitrógeno gaseoso a partir del nitrato, que luego sale burbujeando de las aguas residuales.